# Revista de Contabilidade e Comércio
Fundada por José Henriques Garcia, a Revista de Contabilidade e Comércio (vulgo, RCC) foi a primeira publicação portuguesa orientada em exclusivo para os temas da contabilidade, economia e comércio.
A sua publicação, de periodicidade trimestral, teve início em 1933 sob a direção de Francisco Caetano Dias e viu a sua última publicação em janeiro de 2011, sob a direção de Hernâni Carqueja, no seu 240.º número.
Também denominada por "edição trimestral de cultura económica", é hoje um retrato socio-económico de Portugal no século XX, pintado pelas mais diferentes e ilustres personalidades de cada época.

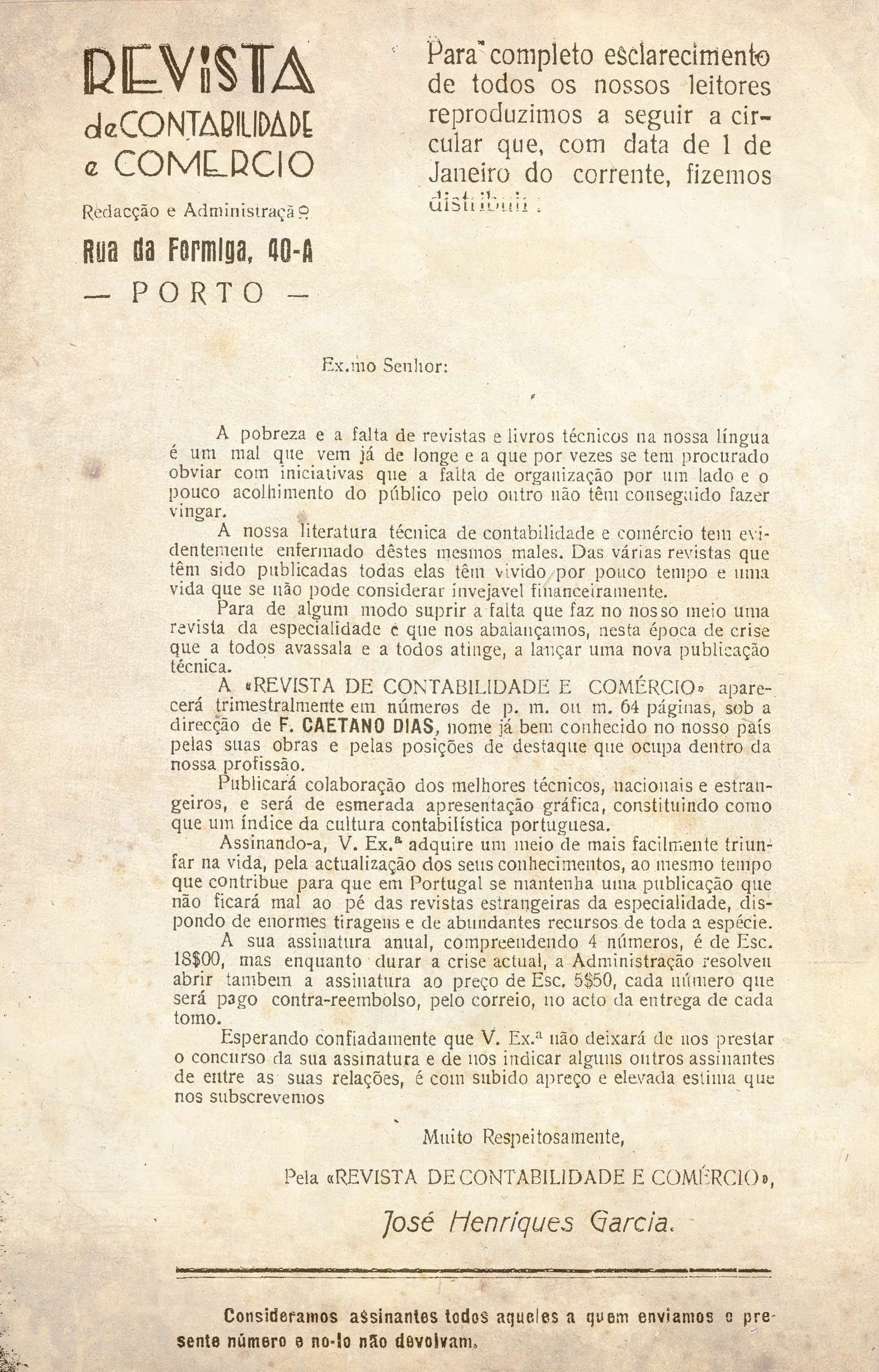
Primeira página da Revista de Contabilidade e Comércio, de 1933

Na primeira página do n.º 1 do volume I de 1933, lê-se:
| “ | A pobreza e a falta de revistas e livros técnicos na nossa língua é um mal que vem já de longe e a que por vezes se tem procurado obviar com iniciativas que a falta de organização por um lado e o pouco acolhimento do público pelo outro não tem conseguido fazer vingar. A nossa literatura técnica de contabilidade e comércio tem evidentemente enfermado dêstes mesmos males. Das várias revistas que têm sido publicadas todas elas têm vivido por pouco tempo e uma vida que não se pode considerar invejavel financeiramente. Para de algum modo suprir a falta que faz no nosso meio uma revista da especialidade e que nos abalançamos, nesta época de crise que a todos avassala e a todos atinge, a lançar uma nova publicação técnica. A «REVISTA DE CONTABILIDADE E COMÉRCIO» aparecerá trimestralmente em número de p.m. ou m.64 páginas, sob a direcção de F. CAETANO DIAS, nome já bem conhecido no nosso país pelas suas obras e pelas posições de destaque que ocupa dentro da nossa profissão. Publicará colaboração dos melhores técnicos, nacionais e estrangeiros, e será de esmerada apresentação gráfica, constituindo como que um índice da cultura contabilística portuguesa. Assinando-a, V. Ex.ª adquire um meio de mais facilmente triunfar na vida, pela actualização dos seus conhecimentos, ao mesmo tempo que contribue para que em Portugal se mantenha uma publicação que não ficará mal ao pé das revistas estrangeiras da especialidade, dispondo de enormes tiragens e de abundantes recursos de toda a espécie. A sua assinatura anual, compreendendo 4 números, é de Esc. 18$00, mas enquanto durar a crise actual, a Administração resolveu abrir também a assinatura ao preço de Esc. 5$50, cada número que será pago contra-reembolso, pelo correio, no acto da entrega de cada tomo. Esperando confiadamente que V. Ex.ª não deixará de nos prestar o concurso da sua assinatura e de nos indicar alguns outros assinantes de entre as suas relações, é com subido apreço e elevada estima que nos subscrevemos. | ” |

## Revista Portuguesa de Contabilidade
A publicação do último número da RCC em janeiro de 2011 (após 3 anos de inatividade - o n.º 239 data de dezembro de 2007), chamou a atenção à editora do jornal O Informador Fiscal, que lançou o desafio ao Prof. Hernâni Carqueja de dar continuidade ao conceito original da RCC numa nova publicação, adaptada ao novo paradigma das publicações técnicas e de especialidade. Assim, em maio de 2011, nasce a Revista Portuguesa de Contabilidade (RPC).
À semelhança da sua antecessora, tem uma distribuição trimestral e assume-se como o mais importante órgão de informação técnica português, na área da contabilidade. Dos seus conteúdos, fazem parte artigos de reconhecidos especialistas sobre áreas como o Comércio, a Contabilidade, a Fiscalidade ou o Direito.
De forma a assegurar o valor histórico da RCC, a RPC integra no seu portal na internet as publicações em formato digital da sua antecessora, bem como as publicações da nova revista.